# 加藤貞泰
加藤 貞泰（かとう さだやす）は、安土桃山時代から江戸時代前期にかけての武将・大名。美濃国黒野藩主、伯耆国米子藩主、伊予国大洲藩初代藩主。加藤光泰の長男。

## 生涯
天正8年（1580年）、羽柴秀吉（後の豊臣秀吉）の家臣・加藤光泰の長男として誕生する。
文禄2年（1593年）8月、父・光泰（甲斐国主24万石）が朝鮮出兵において陣没したため、14歳で家督を継いで秀吉に仕え、甲斐国を領した。文禄3年（1594年）、叙任し、豊臣姓を下賜された。文禄4年（1595年）に美濃黒野4万石へ移封となった。
慶長5年（1600年）の関ヶ原の戦いにおいては、当初石田三成に従い、その要請を受けて尾張犬山城を守備したが、弟光直（平内、後寄合として別家を立てる）を江戸の徳川家康へ人質として送り家康に忠誠を誓い、貞泰は犬山城加勢衆を家康に味方するように働きかけ籠城する。この間に岐阜城が落城。東軍の指揮下で美濃大垣城にて西軍と対峙した後、関ヶ原では黒田長政・竹中重門とともに丸山烽火場附近に布陣し本戦では島津義弘率いる島津軍と戦い、本戦後は稲葉貞通と共に西軍の長束正家が守る水口岡山城攻略で功を挙げ、徳川家康より所領を安堵された。黒野在城中、加納城や彦根城の普請に加わった。
貞泰は黒野城と城下町の建設に努めながら、長良川流域の河川洪水を防ぐため、堤を築き、領民が左衛門尉の尉から「尉殿堤」(じょうどのつつみ)と名付け後世まで慕われた。
慶長15年（1610年）1月には黒野の町屋敷に楽市の免許状を出し土地の年貢と諸役を向こう5年間免除し自由に商売が出来るようにしたが、僅か半年間の実施で国替えになる。
7月15日に2万石を加増されて伯耆米子藩6万石の藩主となる。慶長19年（1614年）からの大坂の陣では徳川方として参戦して戦功を立てた。元和3年（1617年）に伊予大洲藩に同じ6万石で移封となる。
元和9年（1623年）5月22日に死去した。享年44。跡を長男の泰興が継いだ。

## 系譜

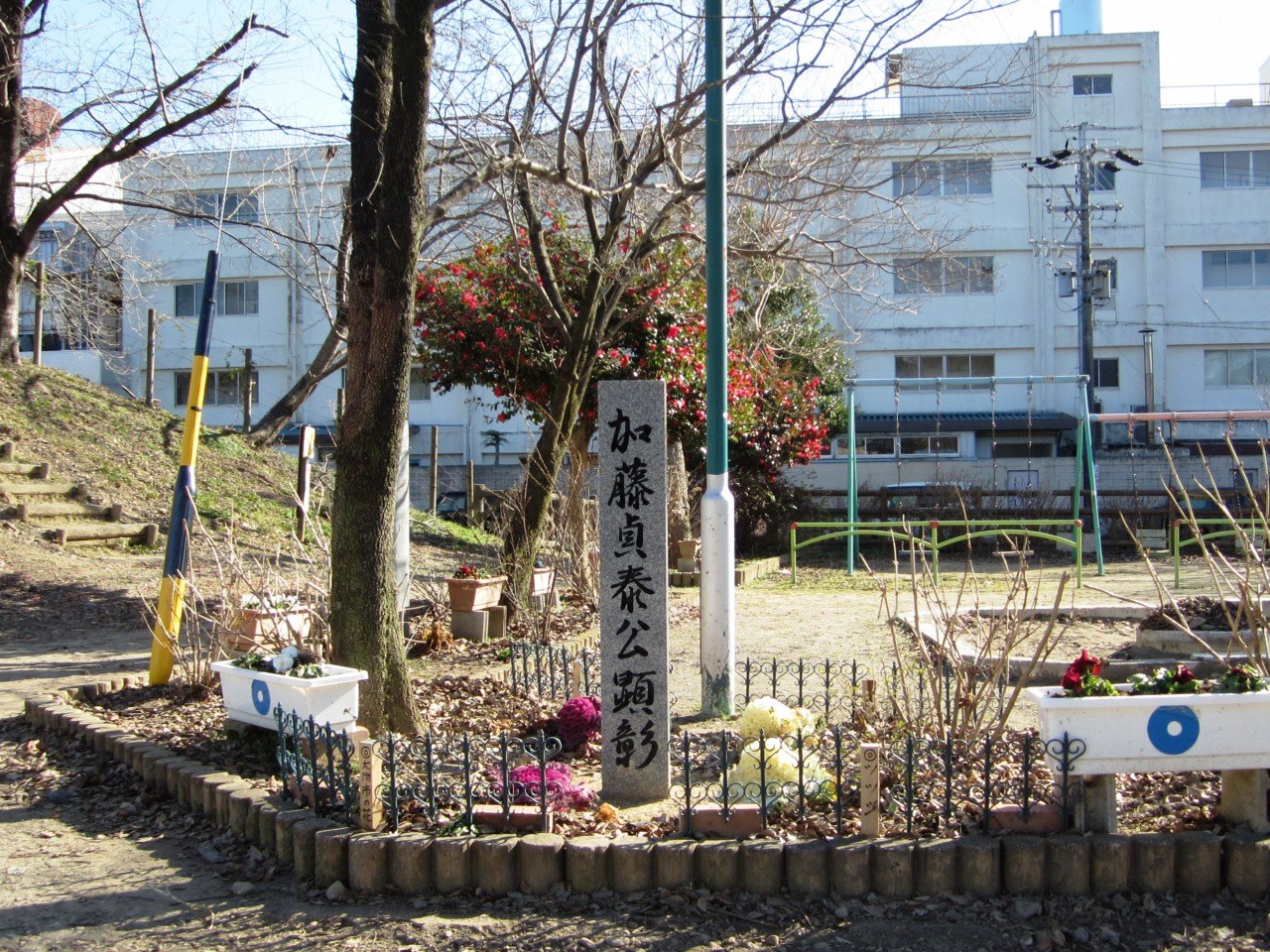
黒野城阯の加藤貞泰顕彰碑

- 父：加藤光泰（1537-1593）
- 母：一柳藤兵衛の娘
- 正室：妙金禅定尼
- 継室：法眼院 - 小出吉政の娘
  - 長男：加藤泰興（1611-1678）
  - 次男：加藤直泰（1615-1682）
- 生母不明の子女
  - 女子：細川興昌正室